# María del Carmen Garrido
María del Carmen Garrido González de Mendoza (n. 1911 en Málaga, Andalucía) fue una escritora española de más de 30 novelas rosas entre 1929 y 1969. Utilizó distintas variaciones de su nombre María del Carmen Garrido, Carmenchu G. González de Mendoza, Carmenchu G. González, C. G. González de Mendoza, G. Gonzálezde Mendoza, C. Garrido y Car Garry, además del seudónimo de Marilyn.

## Biografía

### Como María del Carmen Garrido
- María Fernanda (1929)
- Regina Martín, mecanógrafa (1940)

### Como Carmenchu G. González de Mendoza
- "Loquilla" se enamora (1949)
- Embrujo (1950)
- Un marido rebelde (1953)
- Demasiado tarde (1954)

### Como Carmenchu G. González
- Primavera en el alma (1949)
- Ella… eres tú (1950)
- Kalay, la salvaje (1951)
- Tiranía (1952)
- Lo que tú ignoras (1953)
- El destino los unió (1954)
- Ruth, la loca (1956)
- La llamada del amor (1957)
- Un hombre cruel (1957)
- Una mujer sin corazón (1958)

### Como C. G. González de Mendoza
- Marionetas del destino (1952)

### Como G. Gonzálezde Mendoza
- El zíngaro y la duquesa (1952)

### Como Marilyn
- Resurgir (1953)
- Un corazón de hielo (1953)
- Entre sombras (1954)
- Hombres del desierto (1954)
- No preguntes porqué (1955)
- Dos hombres distintos (1956)
- El mejor camino (1956)
- Sed de venganza (1956)
- Una mujer singular (1958)
- Vencí tu corazón (1958)
- Con el alma entera (1959)

### Como C. Garrido
- Amor que nace (1955)

### Como Car Garry
- La emboscada (1969)